# Sapromyza picticornis
Sapromyza picticornis är en tvåvingeart som först beskrevs av Charles Howard Curran 1942. Sapromyza picticornis ingår i släktet Sapromyza och familjen lövflugor.
Artens utbredningsområde är Panama. Inga underarter finns listade i Catalogue of Life.